# Ankie Lagerborg
Ankie Lagerborg, folkbokförd som Ann-Chatrine Lagerborg, född 10 december 1938 i Oscars församling i Stockholm, död 10 juli 2015 i Göteborgs domkyrkoförsamling, var en svensk regissör, dramaturg och teaterchef.
Ankie Lagerborg var dotter till hovkapellisten Tore Lagerborg och senare balettchefen Anne-Marie Lagerborg samt adoptivsyster till Tom Lagerborg. Hon var utbildad vid Kungliga Teaterns balettskola 1946–1957, tog handelsstudentexamen 1961, var utlandskorrespondent 1962 och gick skådespelarlinjen vid Statens scenskola 1963–1966. Hon blev regiassistent vid Stora teatern i Göteborg 1966, regissör där 1970 och producent 1973. Därefter var hon teaterchef vid Musikteatern i Värmland 1978–1982. Hon återkom sedan till Göteborg och var regissör/projektledare vid Stora teatern där från 1983 samt dramaturg från 1985 varefter hon var regissör och dramaturg vid Göteborgsoperan från 1994. Lagerborg är gravsatt i askgravlunden på Östra kyrkogården i Göteborg.